# Bulbophyllum stenophyton
Bulbophyllum stenophyton là một loài phong lan thuộc chi Bulbophyllum.